# Оберкірх (Люцерн)
Оберкірх (нім. Oberkirch LU) — громада  в Швейцарії в кантоні Люцерн, виборчий округ Зурзее.

## Географія
Громада розташована на відстані близько 60 км на північний схід від Берна, 19 км на північний захід від Люцерна.
Оберкірх має площу 9,1 км², з яких на 22,3% дозволяється будівництво (житлове та будівництво доріг), 64,3% використовуються в сільськогосподарських цілях, 12,2% зайнято лісами, 1,2% не є продуктивними (річки, льодовики або гори).

## Демографія
2019 року в громаді мешкало 4794 особи (+30% порівняно з 2010 роком), іноземців було 11,3%. Густота населення становила 527 осіб/км².
За віковим діапазоном населення розподілялося таким чином: 22,7% — особи молодші 20 років, 63,1% — особи у віці 20—64 років, 14,1% — особи у віці 65 років та старші. Було 1945 помешкань (у середньому 2,4 особи в помешканні).
Із загальної кількості 3264 працюючих 132 було зайнятих в первинному секторі, 219 — в обробній промисловості, 2913 — в галузі послуг.